# Гасем Хаджізаде
Гасем або Касем Хаджізаде (*1 квітня 1947) — іранський художник, майстер поп-арту в сучасному Іранському мистецтві. Нині перебуває у вимушеному вигнанні в Європі.

## Життєпис
Син туркмена, працівника чайної фабрики, та представниці народу ґілакі. Народився в місті Лахіджан (провінція Ґілян) у 1947 році. Деякий час мешкав у селі Лейла-Кух серед родичів матері. 1953 року з родиною перебрався до великого міста Ленгеруд. Тут закінчив середню школу, де проявив цікавість і хист до малювання під впливом місцевого фотографа.
1964 року перебрався на навчання до Тегерана, де вступив до Школи образотворчих мистецтв, яку закінчив 1967 року. Після цього працював як художник, у 1967—1969 роках — у м. Бандар-Аббас. 1969 року повернувся до Тегерана. Відкрив власну майстерню в столиці Ірану. У 1972 році Гаджизаде брав участь у першій своїй художній виставці, що проходила в рамках заходів Ірано-американського товариства. 1975 році відбулася його виставка у Гете-інституті (Німеччина), у 1976 році — в США.
Після 1979 року, коли було повалено монархію в Ірані, а в державі здобули владу ісламські фундаменталісти, Хаджізаде стало дедалі складніше реалізовувати свої творчі ідеї. Водночас його роботи представники нової іранської влади стали розглядати як вплив і пропаганду західних цінностей. Зрештою Гасем у 1986 році вимушений був тікати до Франції, де зрештою оселився в Парижі. Тут до 1989 року виставлявся у галереї. Тут він працює дотепер. Виставлявся в Сеулі (Південна Корея), Дацці (Бангладеш), Йорданії.
У 1992 році на запрошення прибув до Ірану, для участі у виставці іранського мистецтва. Того ж року випустив книжку про власний стиль малювання. У 2012 році знову експонував свої роботи в Тегерані. У 2013 році брав участь у виставці іранського сучасного мистецтва в Нью-Йорку (США).

## Творчість
Перші роботи створював у дусі абстракціонізму. Проте під впливом Ардешіра Мохассеса з 1975 року зосередився на образотворчому мистецтві. На початку 1970-х років захопився поп-артом. Багато робіт створив, використовуючи чорно-білі фотографії, зроблені в часи панування династії Каджарів. У своїх роботах поєднує старовину, сучасність та власну фантазію. Найвідомішою є картина «Невеличкий ліс» (варіант назви — «Зелене навчання»). З 1990-х років намагався поєднати традиції перського живопису та наївного мистецтва, при цьому продовжуючи використовувати старі іранські фотографії.
Темами є зображення жінок і чоловіків різних професій. У своїх роботах використовує олійні фарби, гуаш та акрил.